# Улица Бакинских Комиссаров (Екатеринбург)

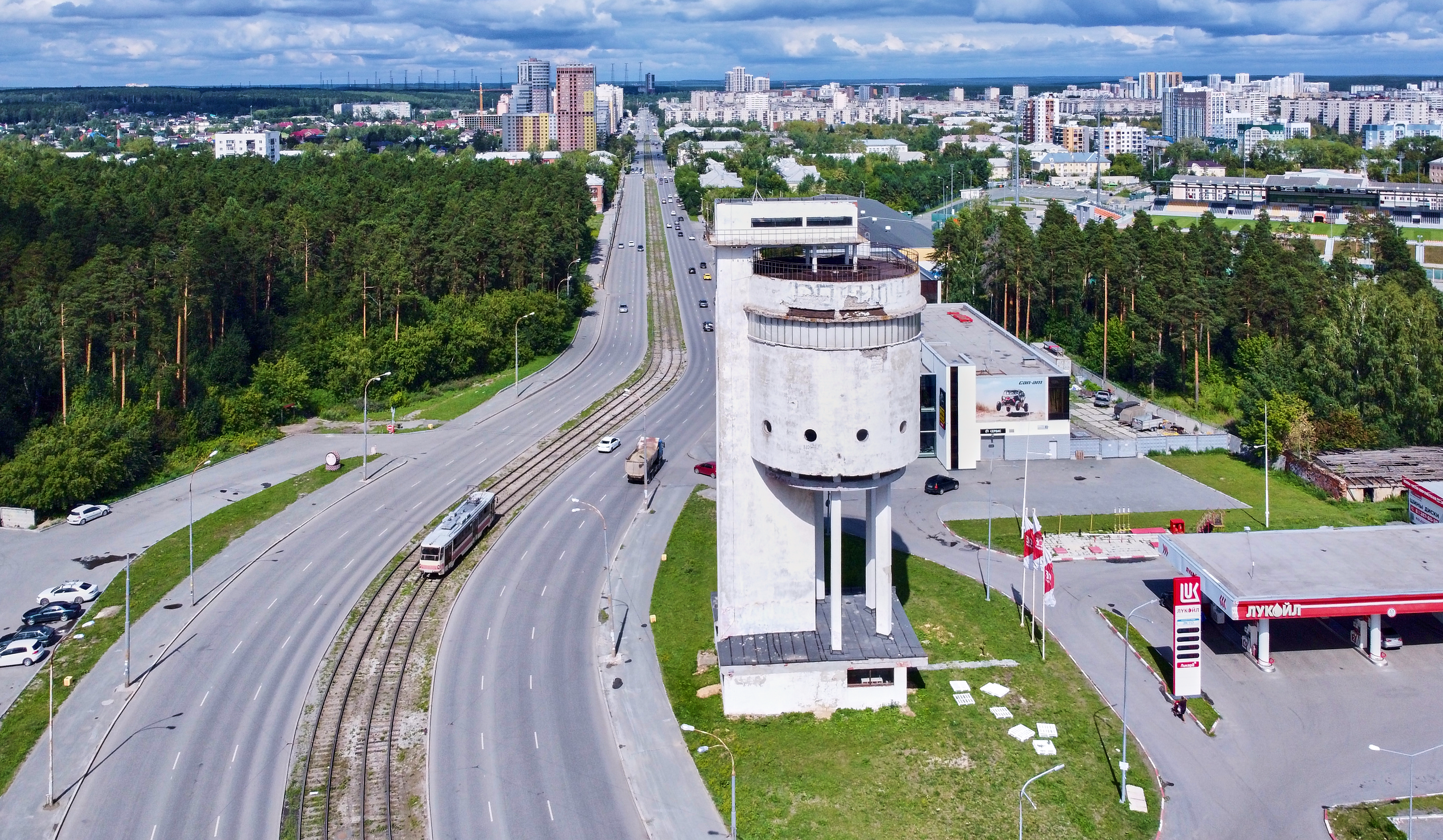
Вид с высоты на север — улица огибает Белую башню

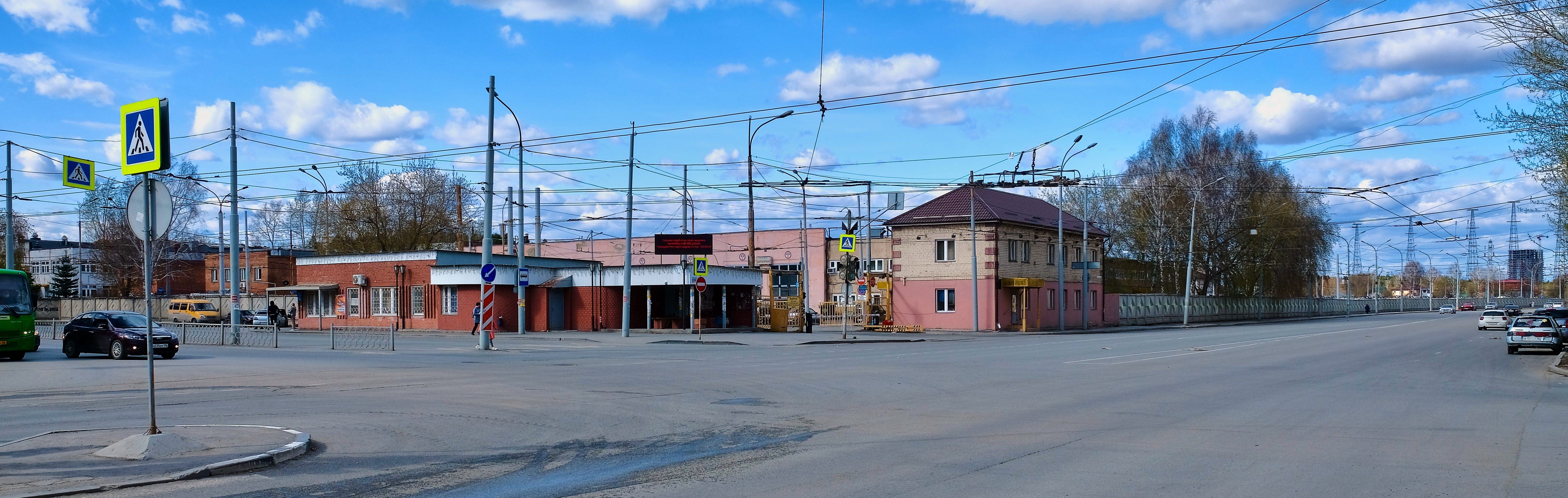
Перекрёсток с Коммунистической улицей

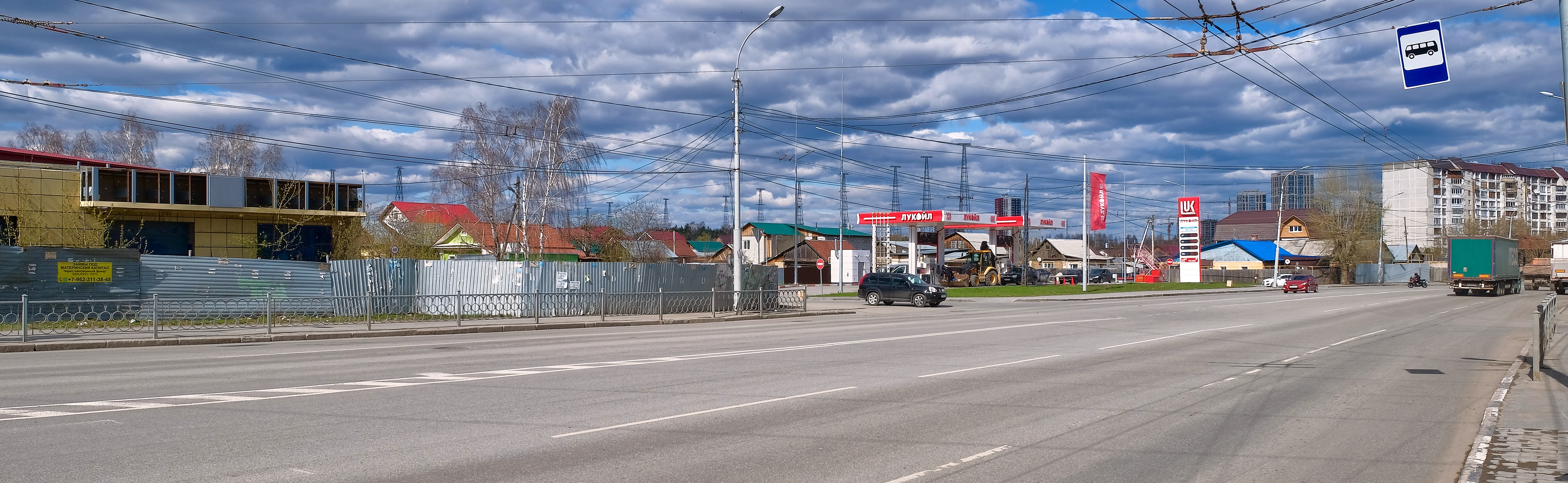
Вид на северо-восток в сторону перекрёстка с Харьковской улицей

У́лица Баки́нских Комисса́ров (прежнее название — проспе́кт Коминте́рна) — магистральная улица в жилом районе (микрорайоне) Уралмаш Орджоникидзевского административного района Екатеринбурга.

## Происхождение и история названий
Первоначально улица называлась проспектом Коминтерна, в конце 1930-х годов проспект разделили на две части: одна (от улицы Победы до Белой башни) стала называться улицей Бакинских Комиссаров (новое название утверждено в 1943 году, после роспуска Коминтерна), а другая (от Белой башни до улицы Машиностроителей) — Донбасской улицей. Своё современное название улица получила в честь 26 Бакинских комиссаров.

## Расположение и благоустройство
Улица проходит с юго-запада на северо-восток между улицами Ломоносова и Народного Фронта, после Коммунистической улицы делает дугу в восточном направлении. Начинается от Донбасской улицы и заканчивается, переходя в Шефскую улицу у перекрёстка с проспектом Космонавтов. Пересекается с улицами Кировградской, Калинина, Уральских Рабочих, Победы, Восстания, Коммунистической и Ярославской. Слева на улицу выходят переулок Никитина, улица Достоевского, переулок Осавиахима, Харьковская улица, Книжный переулок. Справа на улицу выходят улица Новаторов, Еловский переулок, Илимская и Черноярская улицы.
Протяжённость улицы составляет около 3,6 км. Ширина проезжей части — от 12 до 20 м на разных участках (преимущественно по три полосы в каждую сторону движения). На протяжении улицы имеются несколько светофоров. С обеих сторон практически на всём своём протяжении улица оборудована тротуарами.

## История
Возникновение улицы связано с формированием и развитием соцгородка «Уралмашзавода» в 1930-х годах. Улица впервые показана как планируемая к застройке (и частично уже застраиваемая) на плане Свердловска 1939 года, где она уже носит собственное название. На немецком плане Свердловска 1942 года показана застройка улицы между улицами Калинина и Коммунистической (частный сектор), на городском плане 1947 года уже показан застроенным квартал между улицами Калинина и Кировоградской. Современная улица застроена преимущественно многоэтажными жилыми домами типовых серий, а также домами повышенной этажности (до 19 этажей).

## Примечательные здания и сооружения
- Белая башня (Екатеринбург)

## Транспорт

### Наземный общественный транспорт
Улица является важной городской транспортной магистралью, связывающей Уралмаш с жилыми районами Эльмаш и Сортировка (последний транзитом через Донбасскую улицу). По улице осуществляется трамвайное и троллейбусное движение, ходят маршрутные такси.

### Ближайшие станции метро
Действующих станций Екатеринбургского метрополитена вблизи улицы нет. Поблизости от конца улицы в отдалённой перспективе планируется построить станцию метро 1-й линии  Бакинских Комиссаров.